# Леонов (лунный кратер)
Леонов (лат. Leonov) — крупный древний ударный кратер в северном полушарии обратной стороны Луны. Название присвоено в честь советского космонавта Алексея Архиповича Леонова (род. 1934) и утверждено Международным астрономическим союзом в 1970 г. Образование кратера относится к нектарскому периоду.

## Описание кратера

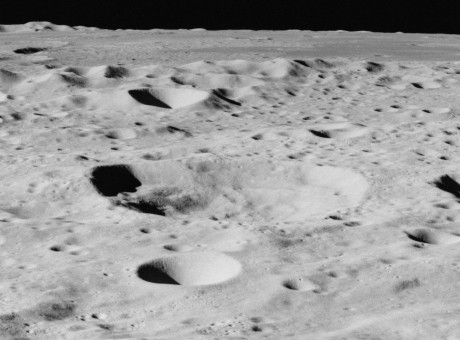
Снимок кратера с борта Аполлона-16.

Ближайшими соседями кратера являются кратер Беляев на северо-западе; кратер Комаров на северо-востоке; кратер Нагаока на востоке; кратер Кольшюттер на юго-востоке; кратер Сент Джон на юге и кратер Цзу Чун-Чжи на юго-западе. На севере от кратера Леонов располагается Море Москвы. Селенографические координаты центра кратера 19°04′ с. ш. 148°22′ в. д. / 19,07° с. ш. 148,36° в. д., диаметр 34,0 км, глубина 2,1 км.
Кратер Леонов имеет циркулярную форму с небольшим выступом в северо-западной части и умеренно разрушен. Вал сглажен и отмечен множеством мелких кратеров. Высота вала над окружающей местностью достигает 950 м, объем кратера составляет около 770 км³. Дно чаши ровное, испещрено множеством мелких кратеров, не имеет приметных структур. 

## Сателлитные кратеры
Отсутствуют.

## См.также
- Список кратеров на Луне
- Лунный кратер
- Морфологический каталог кратеров Луны
- Планетная номенклатура
- Селенография
- Минералогия Луны
- Геология Луны
- Поздняя тяжёлая бомбардировка